# Karina Harbich
Karina Harbich es un jinete brasileña que compitió en la modalidad de salto ecuestre. Ganó una medalla de bronce en los Juegos Panamericanos de 2003, en la prueba por equipos.

## Palmarés internacional
| Juegos Panamericanos | Juegos Panamericanos            | Juegos Panamericanos | Juegos Panamericanos |
| Año                  | Lugar                           | Medalla              | Categoría            |
| -------------------- | ------------------------------- | -------------------- | -------------------- |
| 2003                 | Santo Domingo (Rep. Dominicana) | Medalla de bronce    | Por equipos          |